# 白地図

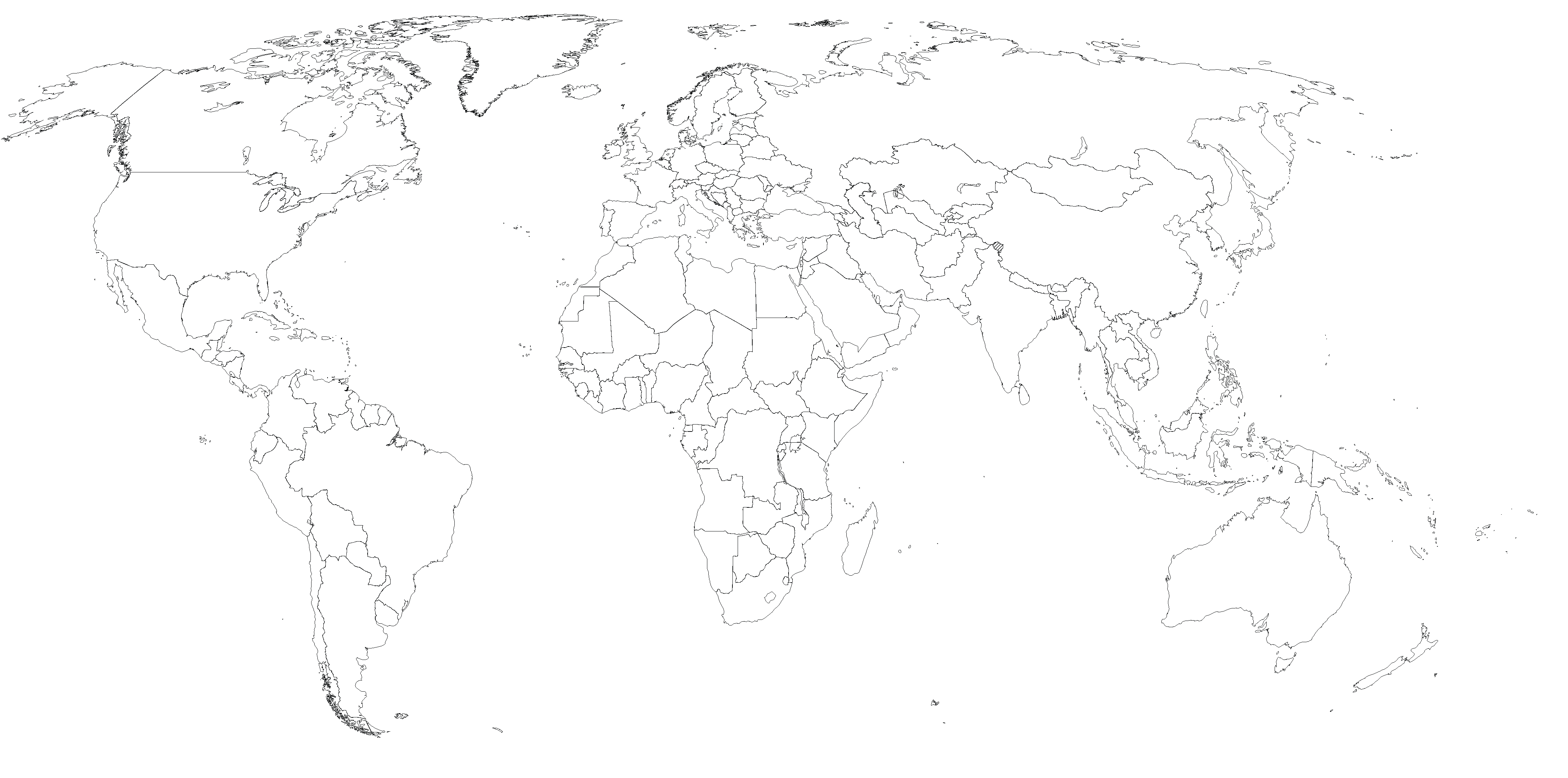
世界の白地図

日本の白地図
緑色部分が陸地

白地図（はくちず、しろちず）は、陸地や国などの輪郭のみを線で描いた地図。地名や地図記号は描かれない。白図（はくず）、暗射地図（あんしゃちず）ともいう。
教育や分布図の作成に用いられる。

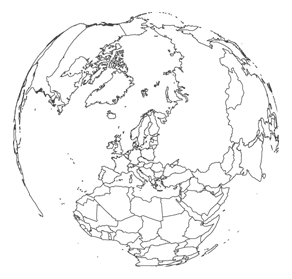
正距方位図法による白地図（北欧中心）
1854年の疫病死者を白地図に落とし込んだもの